# Vincent Florens
Francois Benjamin Vincent Florens (* 1971 auf Mauritius), häufig Vincent Florens, ist ein mauritischer Ökologe und Naturschützer.

## Leben
Von 1983 bis 1991 absolvierte Florens das College du Saint-Esprit in Quatre Bornes, das er mit dem Higher School Certificate (HSc) in Biologie, Geographie und Kunst abschloss. Ab 1993 studierte er Biologie an der University of Mauritius in Moka, wo er 1996 den Bachelor of Science erlangte. Von 1998 bis 1999 studierte er angewandte Ökologie und Naturschutz mit dem Abschluss als Master of Science. Ab 2003 studierte er Ökologie und Naturschutz an der Université de La Réunion, wo er im Jahr 2008 mit der Dissertation Ecologie des forêts tropicales de l’Ile Maurice et impact des espèces introduites envahissantes. Laboratory: Laboratoire Peuplements végétaux et Bioagresseurs en Milieu Tropical (PVBMT) zum Ph.D. promoviert wurde. Von Januar 2002 bis Dezember 2002 war er Dozent, von Januar 2003 bis September 2006 war er Lehrbeauftragter und von September 2006 bis März 2012 war er leitender Dozent in Ökologie an der University of Mauritius. Von Februar 2012 bis Februar 2014 leitete er die Abteilung für Biowissenschaften an der University of Mauritius. Seit März 2012 ist er außerordentlicher Professor in Ökologie an der University of Mauritius.
Sein Forschungsschwerpunkt konzentriert sich auf die Erhaltung der Biodiversität in tropischen terrestrischen Systemen mit einem besonderen Schwerpunkt auf den Auswirkungen von invasiven Arten auf die biologische Vielfalt in tropischen Wäldern. Weitere Forschungsinteressen sind die Restaurationsökologie sowie die Taxonomie der Bedecktsamer und Landlungenschnecken der Maskarenen. Ferner ist er in Forschungsprojekte auf den Gebieten der Paläoökologie und der Molekularen Ökologie involviert. Er war Mitglied der Mauritian Wildlife Foundation, einer gemeinnützigen Naturschutzorganisation. Im Jahr 2001 gelang ihm und seinem Kollegen Jean-Claude Sevathian am Corps de Garde die Wiederentdeckung der seit 1863 für verschollen gehaltenen Art Trochetia parviflora aus der Familie der Malvengewächse. Im Jahr 2002 entdeckte er gemeinsam mit seiner Frau Cláudia Baider, einer in Brasilien geborenen mauritischen Ökologin, die seit 1878 für verschollene gehaltene Landlungenschneckenart Omphalotropis plicosa wieder.
Florens begann seine Naturschutzarbeit auf Mauritius als Freiwilliger im Jahr 1987. Nachdem er 1991 die Bekanntschaft mit Owen Lee Griffiths gemacht hatte, erweiterte er sein Interesse auf die Landschneckenfauna der Maskarenen. Im Jahr 2006 veröffentlichten Griffiths und Florens das Werk A field guide to Non-Marine Molluscs of the Mascarene Islands, in dem 250 Arten in Wort und Bild dargestellt wurden. 
Florens beschrieb mit seiner Frau die Art Syzygium pyneei aus der Familie der Myrtengewächse (Myrtaceae) sowie mit Owen Lee Griffiths zehn Landschneckenarten der Maskerenen, darunter Madgeaconcha sevathiani, Madgeaconcha gerlachi, Omphalotropis bassinblancensis und Naggsiaconcha mauritianus.
Im Jahr 2015 gehörte Florens zu den Kritikern eines Massenabschusses von Maskarenen-Flughunden (Pteropus niger), bei dem die Regierung 18.000 Exemplare erlegt hatte. Die Tiere gelten bei den Obstbauern als Plage. Florens argumentierte, dass eine Vernichtung von 36 Prozent der Population verheerende Ausmaße für den Fortbestand der Art hätte.

## Dedikationsnamen
Im Jahr 2000 benannte Owen Lee Griffiths die subfossile Landschneckenart Tropidophora vincentflorensi zu Ehren von Florens, der im Mai 1996 den Holotypus am Trois Mamelles Mountain auf Mauritius gesammelt hatte.